# キム・ソウン (女優)
キム・ソウン (김소은、1989年9月6日 - )は、韓国の女優。中央大学演劇映画科。ウィルエンターテインメント所属。

## プロフィール
- 京畿道 南楊州市生まれ。身長163cm。血液型はO型。
- 2005年、KTFのCF「バス停留場編」でデビュー。
- ドラマデビューは2005年の「姉妹の海」。
- バラエティ番組において、作詞を担当した。作曲及びパートナーは2PMのジュノ。完成した曲は、『神々の晩餐』のOSTに収録された。[2]
- 2015年、サロンプロフェッショナルヘアブランド「WELLA」の中国と日本を除くアジア諸国での2015年公式モデルに抜擢される。[3]
- 2015年、携帯最適化・セキュリティー用ソフトウェア「360セキュリティー」のモデルに抜擢。
- 2016年3月4日、ファンタジオ（前N.O.Aエンターテインメント）との専属契約が終了し、ウィルエンターテインメントと専属契約を締結した。
- 2021年5月20日、所属事務所・Willエンターテインメントのマネジメントから離れた。

## 出演作品

### テレビドラマ
- 姉妹の海（2005年、MBC） - ソン・ジョンヒ 役（子役）
- 初恋（2005年、KBS） - チョンヒ 役
- 悲しき恋歌（2005年、MBC） - パク・ヘイン（少女期）役
- 新・別巡検（2007年、MBC） - 女学堂の生徒スヒ 役
- 千秋太后（2008年、KBS） - ファンボ・スの子 役
- 花より男子〜Boys Over Flowers（2009年1月5日 - 3月31日、KBS） - チュ・ガウル 役
- 結婚できない男（2009年6月15日 - 8月4日、KBS） - チョン・ユジン 役
- 風吹く良き日（2010年2月1日 - 10月1日、KBS） - 主演：クォン・オボク 役
- 千回のキス（2011年8月20日 - 2012年2月5日、MBC） - ウ・ジュミ 役
- ハッピーエンディング（2012年、JTBC） - キム・ウナ 役
- シークレット・エンジェル（2012年、中国ドラマ） - エル 役
- 馬医（2012年10月1日 - 2013年3月25日、MBC） - 淑徽（スッキ）王女 役
- 放課後サプライズ（2013年、KNTV） - ヒロイン：キム・ソウン 役
- LIAR GAME（2014年10月20日 - 11月25日、tvN） - ヒロイン：ナム・ダジョン 役
- 夜を歩く士（2015年7月8日 - 9月10日、MBC） - チェ・ヘリョン、イ・ミョンヒ 役（二役）
- 恋はチャレンジ〜ドジョンに惚れる〜（2015年、WEB） - ヒロイン：バン・ハナ 役
- パーフェクトカップル〜恋は試行錯誤〜（2016年8月27日 - 2017年4月8日、SBS） - 主演：シン・カプスン 役
- 恋のラブ・アタック〜初めてのトキメキを君と〜（2016年9月24日、WEB） - ヒロイン：ハン・ダウン／ハン・アルム 役
- あなたは思ったより近くにいる（2017年9月17日、KBS） - ヒロイン：イ・ソヨン 役
- 私が恋した男 オ・ス（2018年3月5日 - 4月24日、OCN） - ヒロイン：オ・ス－ユリ 役
- 恋愛は面倒くさいけど寂しいのはいや!（2020年8月11日 - 10月23日、MBC） - ヒロイン：イ・ナウン 役
- 恋するイエカツ 第8話・第9話（2021年7月8日・14日、JTBC） - ヨミヨミキヨミ 役（カメオ出演）
- 三姉弟が勇敢に～恋するオトナたち～（2022年9月24日 - 2023年3月19日、KBS） - キム・ソリン 役

### 映画
- あぶない奴ら〜TWO GUYS〜 （2004年）- パク・ホンス 役
- みんな、大丈夫ですか？（2006年） - ナム・ソノ 役
- フライ・ダディ（2006年） - チェ・ジョンテ 役
- 優雅な世界（2007年） - ハン・ジェリム 役
- 二人だ（2007年） - オ・ギファン 役
- 平凡な日々（2010年） - イ・ナン 役
- 少女怪談（2014年） - ヒロイン：オ・インチョン 役
- 風灯（2015年）
- 愛していますか?（2018年） - ヒロイン：ソジョン 役

### バラエティ番組
- ワンソング〜その女 作詞、その男 作曲〜（2012年） - イ・ジュノ（2PM）と共同制作
- Glitter（2013年）ビクトリア(fx)とMC
- 私たち結婚しました シーズン4（2014年） ソン・ジェリムと仮想夫婦を演じた

### MV
- 2005年 ユン・ゴン「別れようと」
- 2005年 Monday Kiz「Bye Bye Bye」
- 2009年 SHINee「ボディガード」
- 2009年 8eight「Good Bye My Love」
- 2012年 「First Love's Melody」イ・ヒョヌと出演
- 2013年 The Position「Spring Expectation」

### 広告モデル
- 2013年 y'sb
- 2014年 BOTANIC FARM(中国)
- 2015年 WELLA

## 受賞歴
- 2009年 KBS演技大賞 女優新人賞（花より男子〜Boys Over Flowers、千秋太后、結婚できない男）
- 2012年 MBC演技大賞 女優新人賞（馬医）
- 2014年 MBC放送芸能大賞 ベストカップル賞